# Пелепейко, Александр Афанасьевич
Александр Афанасьевич Пелепейко (3 сентября 1937, дер. Красная Берёза, Западная область — 2008, Шимановск, Амурская область) — водитель автомобиля автобазы треста «Центробамстрой», Амурская область.

## Биография
Родился 3 сентября 1937 года в деревне Красная Береза (ныне — Хотынецкого района Орловской области). В 1952 г. окончил семилетнюю школу.
С октября 1961 года трудился водителем автобазы треста «Воссибтрансстрой». С декабря 1971 года водителем в Головном ремонтно-восстановительном поезде № 21. С июня 1975 года — автобазы треста «Центробамстрой».
Указом Президиума Верховного Совета СССР от 28 марта 1978 года Пелепейко Александр Афанасьевич награждён орденом Трудовой Славы 3-й степени.
Указом Президиума Верховного Совета СССР от 29 апреля 1985 года Пелепейко Александр Афанасьевич награждён орденом Трудовой Славы 2-й степени.
Указом Президента СССР от 10 августа 1990 года за большой личный вклад в строительство Байкало-Амурской железнодорожной магистрали и ввод в постоянную эксплуатацию на всём её протяжении Пелепейко Александр Афанасьевич награждён орденом Трудовой Славы 1-й степени.
С декабря 1992 года вновь трудился водителем ГОРЕМ-21, с октября 1995 года — рабочим, затем водителем пилорамы.
Жил в городе Шимановск Амурской области. Скончался в 2008 году.
Награждён орденами Трудовой Славы 1-й, 2-й и 3-й степени, медалями, в том числе «За строительство Байкало-Амурской магистрали».